# Nanovița, Kărdjali
Nanovița (în bulgară Нановица) este un sat în comuna Momcilgrad, regiunea Kărdjali,  Bulgaria. 

## Demografie
Componența etnică a satului Nanovița
     Turci (99,16%)
     Nicio identificare (0,83%)
     Altele (0%)
La recensământul din 2011, populația satului Nanovița era de 478 locuitori. Din punct de vedere etnic, majoritatea locuitorilor (99,16%) erau turci. Pentru 0,83% din locuitori nu este cunoscută apartenența etnică.